# Murgeanca
Murgeanca – wieś w Rumunii, w okręgu Jałomica, w gminie Valea Ciorii. W 2011 roku liczyła 459 mieszkańców.